# برايان باينز
برايان باينز (بالإنجليزية: Brian Baines)‏ هو مقدم تلفزيوني وصحفي بريطاني، ولد في 1930 في برادفورد في المملكة المتحدة، وتوفي بنفس المكان في 30 يونيو 2006.

## وصلات خارجية
- برايان باينز على موقع IMDb (الإنجليزية)
- برايان باينز على موقع قاعدة بيانات الفيلم (الإنجليزية)